# Henri Lévy (Rabbiner)

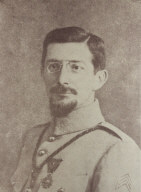
Henri Lévy (1914)

Henri Lévy (geboren 7. Juni 1883 in Balbronn, Reichsland Elsaß-Lothringen; gestorben 1942 im Konzentrationslager Auschwitz) war ein französischer Rabbiner.

## Leben
Lévy besuchte ein Rabbinerseminar in Frankreich und wurde 1910 in Muaskar in der französischen Kolonie Algerien zum Rabbiner. Nach Ausbruch des Ersten Weltkriegs wurde er eingezogen und mit der Armée française d’Orient in der Schlacht von Gallipoli und an der Salonikifront eingesetzt. Er wurde mit dem Croix de guerre ausgezeichnet und in die Ehrenlegion aufgenommen. Nach Kriegsende kehrte nach Algerien zurück. 1921 übernahm er in Lothringen in Thionville die Rabbinerstelle.
Bei Ausbruch des Zweiten Weltkriegs 1939 ließ er sich in Forbach erneut als Seelsorger für die Armee rekrutieren. Nach der deutschen De-facto-Annexion Lothringens 1940 wich er nach Saumur aus, das in der von der Wehrmacht besetzten Zone Frankreichs lag, und war dort wieder als Rabbiner tätig. Zum Zeitpunkt des Rafle du Vélodrome d’Hiver am 16./17. Juli 1942 wurde auch Lévy festgenommen und verschleppt. Am 20. Juli 1942 wurde er mit dem Konvoi Nummer 8 von Angers aus in das Konzentrationslager Auschwitz deportiert. Lévy wurde dort ein Opfer des Holocaust.

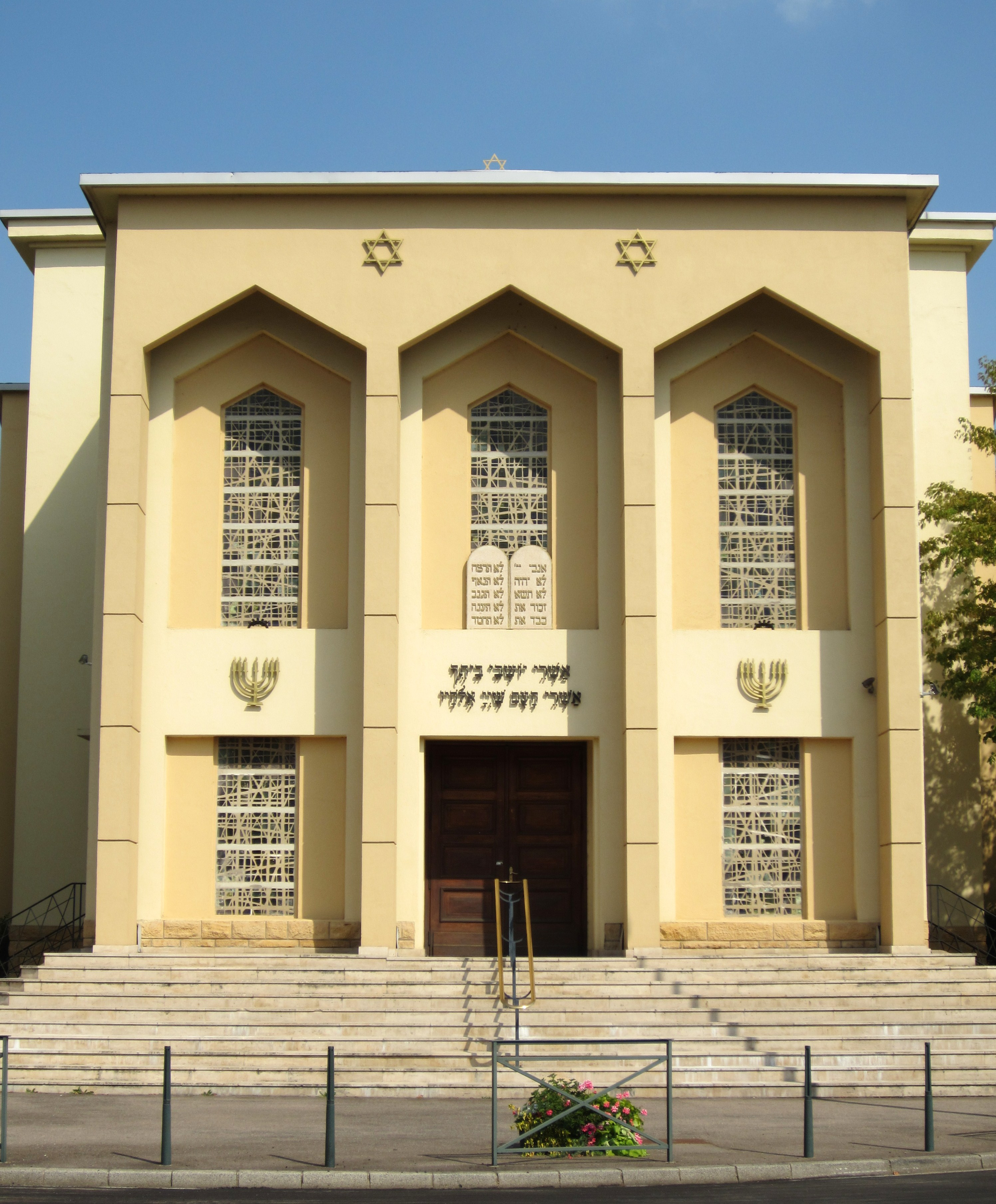
Synagoge Thionville

Die Kommune Thionville benannte 2009 den Platz vor der Synagoge, die während der deutschen Besetzung zerstört worden war, nach ihm.